# Acetylacetonát chromitý
Acetylacetonát chromitý, zkráceně Cr(acac)3, je chromitý komplex s acetylacetonátovými (acac) ligandy, patřící mezi acetylacetonáty kovů. Používá se v NMR spektroskopii, kde se využívá jeho rozpustnost v nepolárních organických rozpouštědlech a paramagnetismus.

## Příprava a struktura
Tento komplex se připravuje reakcí oxidu chromitého s acetylacetonem (Hacac):
Cr2O3 + 6 Hacac → 2 Cr(acac)3 + 3 H2O
Komplex má symetrii typu D3. Délky vazeb Cr-O činí 193 pm.
Tuto sloučeninu se podařilo rozdělit na jednotlivé enantiomery pomocí jejich aduktů s dibenzoyltartarátem.
Podobně jako u mnoha jiných chromitých sloučenin je jeho základní stav kvartetový.
Tento komplex nepodléhá snadno substitucím, ale lze jej bromovat v poloh 3 chelátových kruhů.

## Využití v NMR
Paramagnetismus sloučenin je v NMR spektroskopii často nežádoucí, protože časy relaxace spin-mřížka jsou velmi krátké, což vede k širokým signálům; za vhodných podmínek však lze z této vlastnosti učinit výhodu.
Časy relaxace spin-mřížka u diamagnetických sloučenin se mohou lišit. Kvaternární atomy 13C vykazují nízkou intenzitu signálů, protože jejich relaxační časy jsou dlouhé a neobjevuje se u nich jaderný Overhauserův efekt. K překonání prvního problému se používá přídavek malého množství (okolo 0,1 mmol/l) Cr(acac)3 do vzorků, což zkracuje relaxační časy, protože relaxace probíhají jiným mechanismem - přes nespárované elektrony.
Zkrácením relaxačního času se zvýší počet snímků získaných za daný čas, což vede k vyšší intenzitě signálu. Tento postup je výhodný pro kvantitativní 13C NMR, kde musí být signály mezi pulzy plně relaxované. Zkrácením relaxačního času lze dosáhnout zkrácení intervalů mezi pulzy bez snížení kvality spektra.